# Hermelin (heraldik)
 For alternative betydninger, se Hermelin (flertydig). (Se også artikler, som begynder med Hermelin)
I heraldikken er hermelin betegnelsen for et hvidt felt bestrøet med små sorte symboler, repræsenterende en hvid hermelinpels med sorte halespidser. Hermelin regnes for en separat tinktur snarere end et felt med figurer i, og som pelsværk må den støde op mod såvel metaller som farver.
Halespidsen alene findes også som skjoldfigur, der kan antage alskens farver og skal overholde farvereglen - eksemplet "gules ermined argent" nedenfor må således ikke støde sammen med et farvefelt, men skal støde op mod metal (eller pelsværk).
I britisk heraldik findes varianter med andre farvekombinationer, men de anvendes stort set ikke i andre landes heraldik.

## Varianter over heraldisk hermelin
- Bretagnes våbenskjold: et hermelin-dækket felt
- Ermines (kontrahermelin - en tinktur i britisk heraldik)
- Erminois (guldhermelin - en tinktur i britisk heraldik)
- Pean (kontraguldhermelin - en tinktur i britisk heraldik)
- Gules ermined argent (rødt strøet med hvide hermelinsspidser - ikke en tinktur, men et rødt felt strøet med hvide hermelinshaler)